# Điều hòa không khí

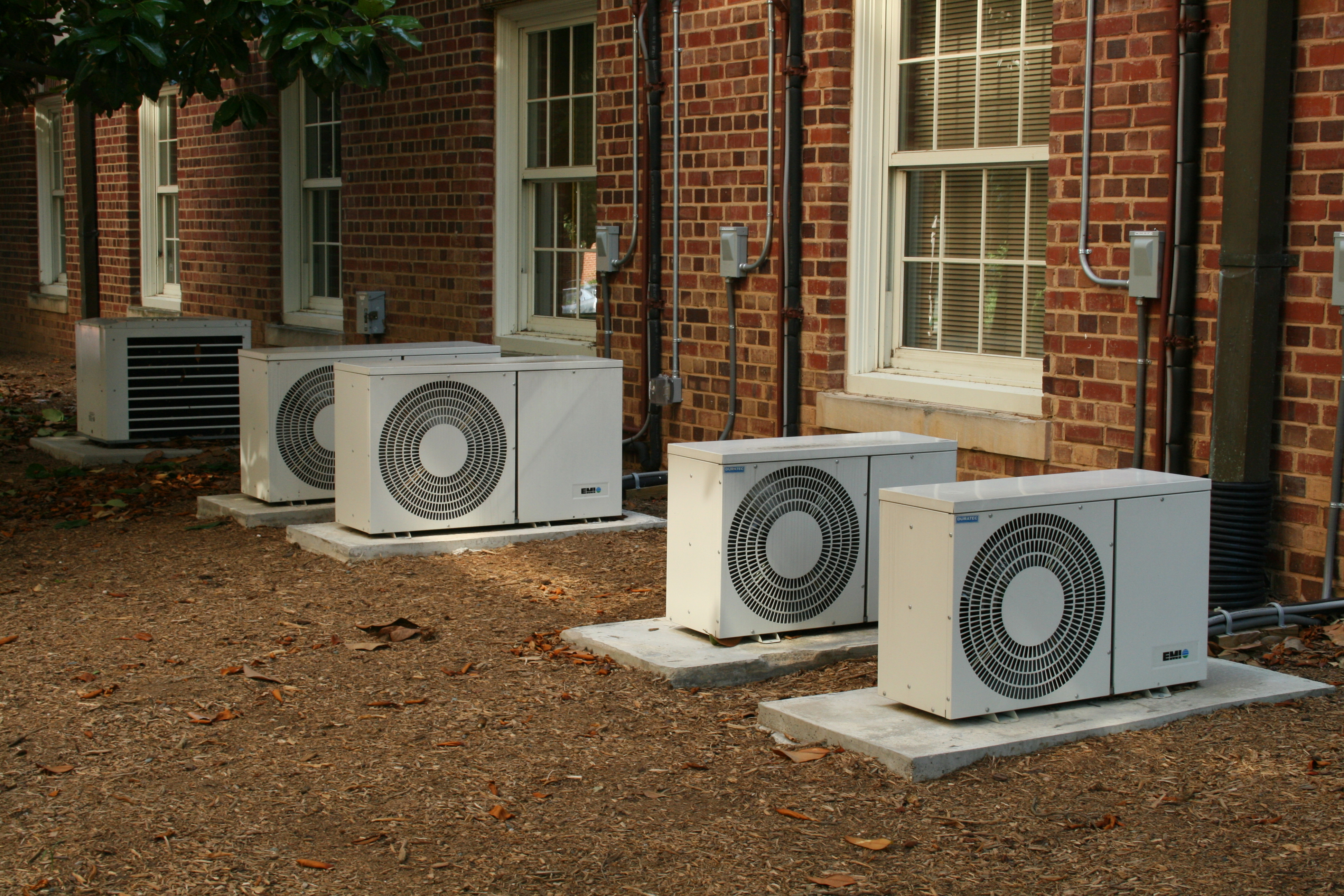
Thiết bị điều hòa bên ngoài một chung cư.

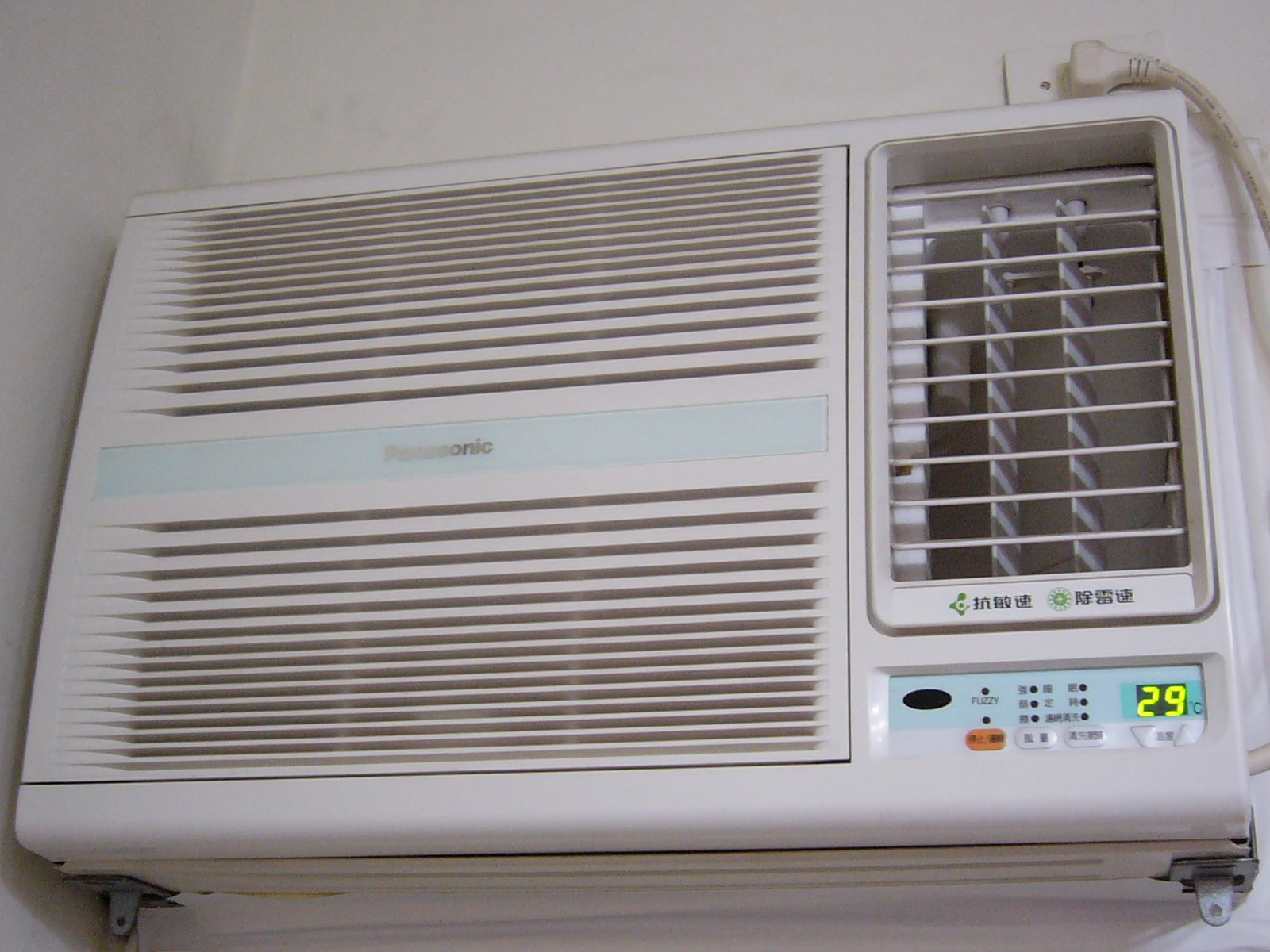
Điều hòa trong phòng

Điều hòa không khí hay điều hòa nhiệt độ (tiếng Anh: Air conditioning, thường viết tắt là AC hoặc A/C) là quá trình loại bỏ nhiệt và độ ẩm trong không gian trong nhà để cải thiện sự thoải mái cho người sử dụng. Máy điều hòa có thể được sử dụng trong quy mô gia dụng và thương mại. Ứng dụng phổ biến nhất của quá trình điều hòa là nhằm tăng sự tiện nghi, thoải mái của môi trường, thường dành cho con người và các động vật khác; tuy nhiên, điều hòa không khí cũng được sử dụng để làm mát và khử ẩm cho các phòng chứa thiết bị điện tử sinh nhiệt, như máy chủ máy tính, bộ khuếch đại, và để trưng bày, lưu trữ một số sản phẩm cần được bảo quản cẩn thận, như các tác phẩm nghệ thuật.
Trong cấu tạo của máy điều hòa không khí thường có quạt để phân phối không khí điều hòa đến một không gian kín khác, như tòa nhà hoặc xe hơi, để cải thiện sự thoải mái nhiệt và chất lượng không khí trong không gian kín đó. Các loại thiết bị điều hòa không khí điện sử dụng môi chất lạnh rất đa dạng, bao gồm từ các thiết bị nhỏ có thể làm mát một phòng ngủ, với trọng lượng mà một người trưởng thành có thể di chuyển được, đến các thiết bị lớn hơn được lắp đặt trên tầng  mái của các tòa tháp văn phòng và có khả năng làm mát toàn bộ tòa nhà. Thông thường, quá trình giải nhiệt được thực hiện nhờ vào chu trình làm lạnh, nhưng đôi khi sử dụng hệ thống làm mát thụ động như quá trình giải nhiệt bay hơi hoặc giải nhiệt tự do. Hệ thống điều hòa không khí cũng có thể hoạt động nhờ chất hút ẩm (là loại hóa chất loại bỏ hơi ẩm trong không khí). Một số hệ thống điều hòa không khí còn có thể thải nhiệt hoặc lưu trữ nhiệt trong các đường ống ngầm.
Trong lĩnh vực xây dựng, một hệ thống sưởi ấm, thông gió và điều hòa không khí hoàn chỉnh được gọi là hệ thống HVAC. Tính đến năm 2018, theo Cơ quan Năng lượng Quốc tế (IEA), 1,6 tỷ thiết bị điều hòa không khí đã được lắp đặt và dự kiến sẽ tăng thành 5,6 tỷ thiết bị vào năm 2050. Trên toàn cầu, hiện nay, hệ thống điều hòa không khí chiếm 1⁄5 tổng năng lượng sử dụng trong các tòa nhà và việc sử dụng điều hòa không khí ngày càng tăng này sẽ thúc đẩy đáng kể nhu cầu sử dụng năng lượng. Do vậy, vào năm 2018, Liên Hợp Quốc đã kêu gọi cần cải tiến công nghệ trở nên bền vững hơn nhằm giảm thiểu biến đổi khí hậu. Làm lạnh thụ động và thông gió thụ động là kỹ thuật điều hòa không khí không sử dụng nguồn điện bên ngoài; bao gồm các thiết bị như cột hứng gió, tháp giải nhiệt bay hơi, cửa chớp che bóng chọn lọc (selective shading louvre), chúng có công dụng bổ trợ luồng không khí và sử dụng nhiệt dung của đất hoặc vữa xây.

## Lịch sử

### Kỹ thuật làm mát thụ động

Một cột hứng gió (windcatcher) ngắn dùng trong kiến trúc kiểu truyền thống; gió bị đẩy xuống ở phía đầu hướng gió và thổi ra ở phía cuối hướng gió (thiết kế kiểu thông gió ngang). Trong trường hợp tĩnh gió, quá trình lưu thông không khí có thể được điều khiển nhờ hệ thống làm mát bay hơi ở đầu vào (cũng đồng thời dùng để hứng bụi). Ở trung tâm tòa nhà, một shuksheika (cửa thông gió giếng trời), được sử dụng để che bóng cho qa'a (sảnh chờ kiểu Hồi giáo) bên dưới đồng thời cho phép không khí nóng bốc lên (hiệu ứng ống khói).

#### Lịch sử
Phương pháp điều hòa không khí đã xuất hiện từ thời tiền sử. Các tòa nhà Ai Cập cổ đại sử dụng nhiều loại kỹ thuật điều hòa không khí thụ động để làm mát. Những kỹ thuật này sau đó đã trở nên phổ biến từ Bán đảo Iberia đến Bắc Phi, Trung Đông và Bắc Ấn Độ.
Kỹ thuật làm mát thụ động vẫn phổ biến cho đến thế kỷ 20, khi đó kỹ thuật này không còn hợp thời và được thay thế bằng phương pháp điều hòa bằng điện. Nhờ vào các nghiên cứu kỹ thuật của các tòa nhà kiểu truyền thống trước đây, thiết kế thụ động đang dần được hồi sinh và sửa đổi để phù hợp với thiết kế kiến trúc thế kỷ 21.

#### Đặc tính
Những tòa nhà sử dụng thiết kế thụ động thường ít tốn kém hơn so với những tòa nhà sử dụng hệ thống HVAC thông thường, đồng thời chi phí bảo trì cũng thấp hơn. Mặc dù kỹ thuật thụ động có thể giúp đạt được hàng chục lần trao đổi không khí mỗi giờ (air changes per hour – ACH) và giảm nhiệt độ hàng chục độ, nhưng khi đó phải tính toán đến điều kiện vi khí hậu tại địa điểm cụ thể, gây phức tạp hơn cho việc thiết kế tòa nhà. Các hệ thống làm mát thụ động hầu như không gây ra tiếng ồn (ngoại trừ hệ thống làm mát Salsabil).

#### Kỹ thuật

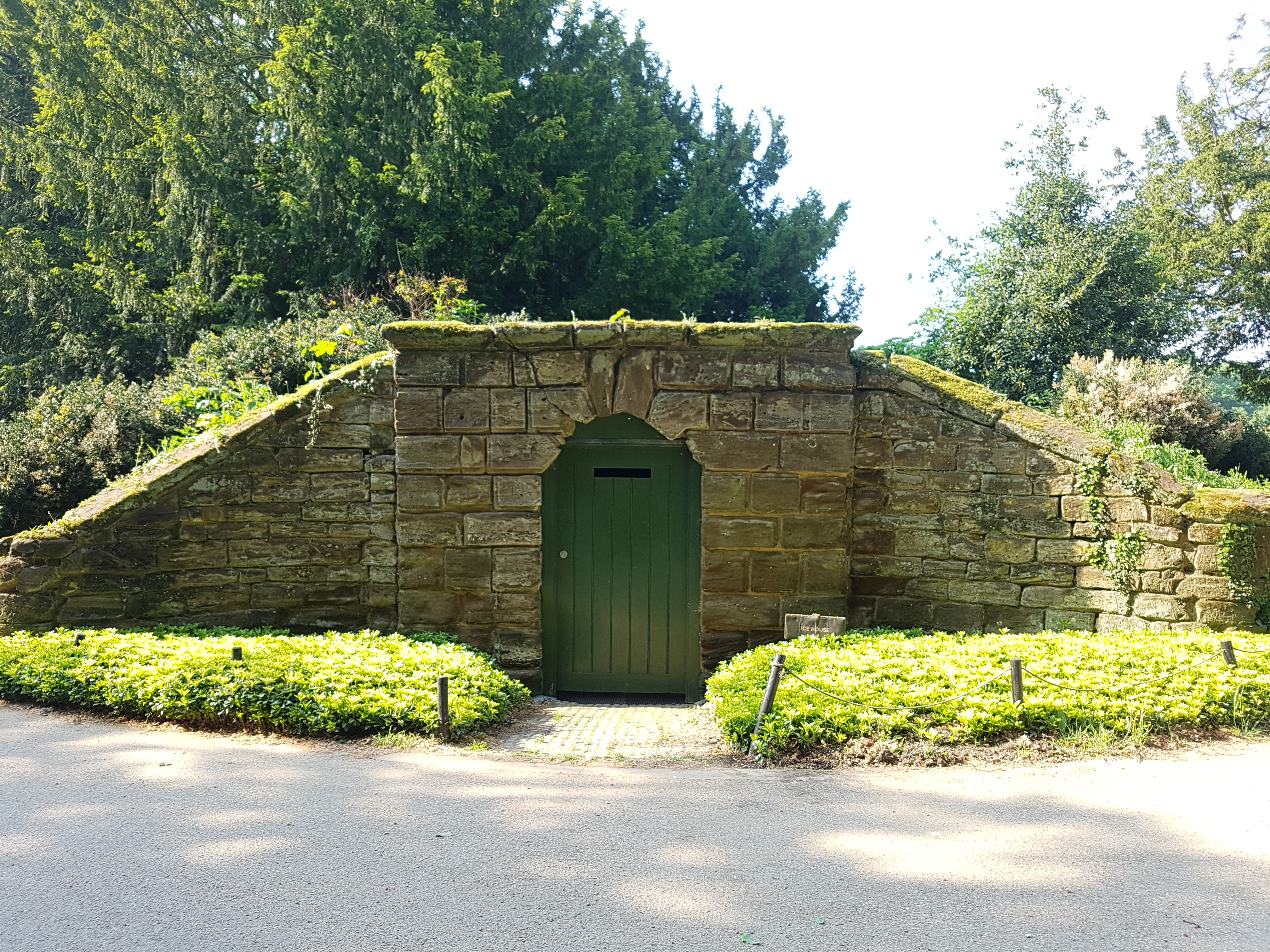
Một ngôi nhà trữ băng (ice house) ở Moggerhanger, Bedfordshire, Anh quốc

Trong điều kiện khí hậu khô nóng, có thể tạo ra hiệu ứng làm mát bay hơi bằng cách đặt nước ở cửa hút gió, sao cho gió thổi qua mặt nước và thổi vào nhà. Vì lý do này, đôi khi người ta nói rằng đài phun nước trong kiến trúc khí hậu nóng khô, giống như lò sưởi trong kiến trúc của khí hậu lạnh. Làm mát bằng bay hơi cũng giúp tăng độ ẩm cho không khí, hữu ích trong điều kiện khí hậu sa mạc khô hạn.
Con người cảm thấy mát hơn khi không khí chuyển động so với khi ở trong không khí tĩnh ở cùng nhiệt độ, bởi vì gió lùa phá vỡ vùng ranh giới không khí ấm và giúp làm bay hơi mồ hôi. Do đó, các kỹ thuật điều khiển luồng không khí liên tục rất phổ biến, như phương pháp làm mát bay hơi, chớp gió che chọn lọc, gió, đối lưu nhiệt và tích trữ nhiệt, có thể được sử dụng để tạo ra sự chênh lệch áp suất và giúp tuần hoàn không khí.
Ở những khu vực lạnh vào ban đêm hoặc một số nơi vào mùa đông, người ta áp dụng phương pháp trữ nhiệt. Nhiệt có thể được giữ trong đất hoặc vữa gạch xây; không khí được hút qua khối vữa gạch xây để làm nóng hoặc làm mát nó.
Ở những khu vực mà nhiệt độ ban đêm xuống dưới điểm đông vào mùa đông, người ta thu thập và trữ tuyết, băng trong nhà trữ băng (ice house) để sử dụng sau này khi cần làm mát. Kỹ thuật này đã có hơn 3.700 năm tuổi ở Trung Đông. Vào đầu thế kỷ XVII, những người châu Âu giàu có đã bắt đầu thực hiện việc thu hoạch băng ngoài trời trong mùa đông rồi vận chuyển và lưu trữ để sử dụng vào mùa hè; sau đó, phương pháp này dần trở nên phổ biến ở châu Âu và châu Mỹ vào cuối thế kỷ XVII. Phương pháp này sau đó đã được thay thế bằng máy làm đá chu trình nén cơ học (xem bên dưới).

### Hệ thống làm mát chạy bằng nước và sức người
Quạt tay đã xuất hiện từ thời cổ đại. Những chiếc quạt lớn chạy bằng sức người đã được thiết kế sử dụng trong nhà, như quạt punkah của Ấn Độ.
Nhà phát minh người Trung Quốc Đinh Hoãn (Ding Huan, phồn thể: 丁緩) thời nhà Hán ở thế kỷ thứ II sau CN đã phát minh ra một chiếc quạt quay để điều hòa không khí, có bảy bánh xe đường kính 3 m và vận hành bởi những tù nhân. Vào năm 747, Hoàng đế Đường Huyền Tông (712–762) của nhà Đường (618–907) cho xây dựng Lương Điện (nghĩa là cung điện mát lạnh, phồn thể: 涼殿) trong hoàng cung, mà Đường Ngữ Lâm (唐語林) mô tả là có bánh xe quạt chạy bằng sức nước giúp điều hòa không khí và có dòng nước phun lên từ đài phun nước. Trong thời nhà Tống sau đó (960–1279), nhiều nguồn tài liệu đã đề cập rằng quạt quay làm mát không khí thậm chí còn được sử dụng rộng rãi hơn.

### Kỹ thuật làm lạnh bằng hiện tượng chuyển pha
Sự chuyển pha dưới nhiệt độ mong muốn có thể được ứng dụng để làm lạnh đến nhiệt độ đó. Ứng dụng lâu đời nhất của phương pháp này là hiện tượng tan băng (chuyển từ pha rắn thành pha lỏng của nước), nhưng người ta cũng tiến hành thử nghiệm với những chất khác có nhiệt độ chuyển pha thấp hơn nước. Những môi chất làm lạnh được nghiên cứu từ sớm này, về cơ bản, cũng là một dạng trữ nhiệt; trong quá trình làm mát, những môi chất lạnh này được tiêu thụ hết (thu nhiệt từ môi trường) và, sau đó, cần phải được làm mát lại khi nhiệt độ ngoài trời cho phép.
Một phương pháp làm lạnh nước đá đến nhiệt độ thấp hơn điểm đóng băng của nước được thực hiện bằng cách trộn nước đá với kali nitrat (thời điểm đó được gọi là "nitre") được mô tả trong cuốn sách xuất bản năm 1558, Natural Magic (Phép thuật tự nhiên), viết bởi nhà khoa học thực nghiệm Giambattista della Porta. Giambattista della Porta cho rằng ông có trách nhiệm phải công khai những khám phá khoa học của mình và giải thích những hiện tượng "ma thuật" bằng cách sử dụng các quy luật tự nhiên; tuy nhiên, nhà phát minh người Hà Lan, Cornelis Drebbel, tự cho rằng mình là một nhà ảo thuật và giữ bí mật những tác phẩm biểu diễn của mình. Năm 1620, ông trình diễn màn ảo thuật "Biến mùa hè thành mùa đông" cho vua James I của Anh, làm lạnh một phần của Đại sảnh đường Tu viện Westminster với một hệ thống gồm máng và thùng. Francis Bacon, người đương thời với Drebbel, giống như della Porta, vốn là một người tin tưởng vào việc truyền bá kiến thức khoa học, có thể đã không có mặt tại cuộc biểu diễn ảo thuật của Drebbel, nhưng trong cuốn sách xuất bản vào cuối năm đó, ông đã mô tả cuộc biểu diễn đó là một "thí nghiệm về hiện tượng đông lạnh nhân tạo".
Năm 1758, Benjamin Franklin cùng với John Hadley, một giáo sư hóa học tại Đại học Cambridge, đã tiến hành một thí nghiệm để khám phá nguyên lý bay hơi nhằm làm lạnh nhanh một vật thể. Franklin và Hadley xác nhận rằng sự bay hơi của các chất lỏng dễ bay hơi (như cồn và ete) có thể được sử dụng để làm giảm nhiệt độ của một vật thể đến nhiệt độ thấp hơn điểm đóng băng của nước. Họ đã sử dụng bầu nhiệt kế thủy ngân làm đối tượng nghiên cứu thí nghiệm và dùng một ống thổi để tăng tốc sự bay hơi. Họ hạ nhiệt độ của bầu nhiệt kế xuống −14 °C trong khi nhiệt độ môi trường là 18 °C. Franklin lưu ý rằng ngay sau khi họ hạ nhiệt độ qua điểm đóng băng của nước (0 °C), một lớp băng mỏng hình thành trên bề mặt bầu của nhiệt kế và khi họ dừng thí nghiệm ở nhiệt độ −14 °C, khối băng dày khoảng 6 mm. Franklin kết luận: "Từ thí nghiệm này, ta có thể thấy khả năng giết một người đàn ông bằng cách đóng băng người đó giữa một ngày hè ấm áp."

### Kỹ thuật làm lạnh cơ học

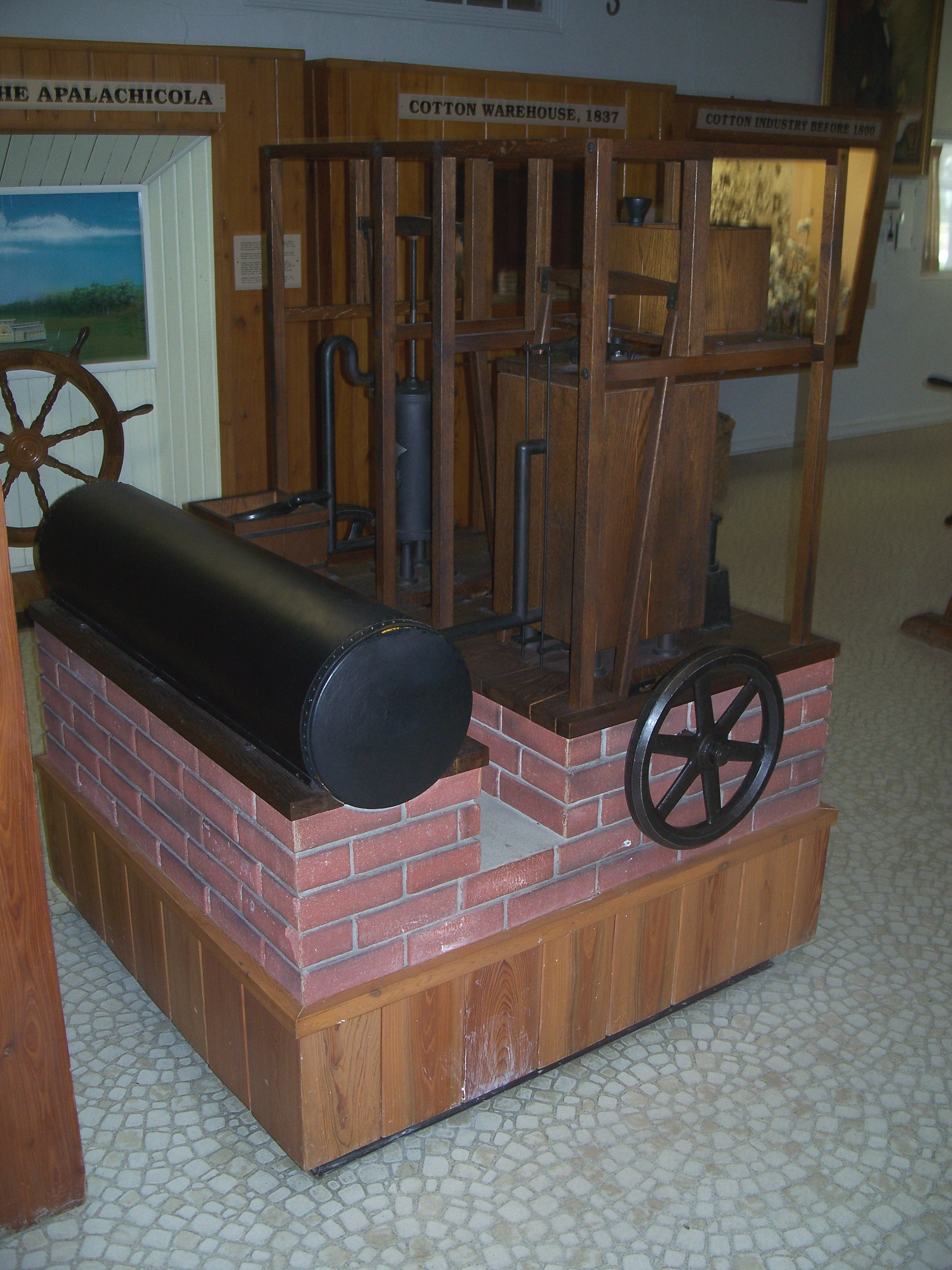
Mẫu mô hình (kích thước 3/4) máy làm nước đá của John Gorrie

Quá trình truyền nhiệt từ nguồn nhiệt độ cao sang vùng nhiệt độ thấp là quá trình xảy ra tự nhiên và không cần dùng đến thiết bị đặc biệt để thực hiện. Tuy nhiên, quy trình ngược lại (truyền nhiệt từ vùng có nhiệt độ thấp sang vùng có nhiệt độ cao) không thể thực hiện được nếu không có công tác động từ bên ngoài, được sinh ra nhờ thiết bị làm lạnh. Môi chất lạnh được tuần hoàn bên trong thiết bị làm lạnh qua bốn giai đoạn gồm nén hơi, ngưng tụ, giãn nở, và bay hơi. Quá trình truyền nhiệt của môi chất lạnh được thực hiện nhờ quá trình cơ học, được gọi là làm lạnh nén hơi (vapor compression refrigeration).
Năm 1820, nhà khoa học và nhà phát minh người Anh Michael Faraday phát hiện ra rằng việc nén và hóa lỏng amonia có thể làm lạnh không khí khi dung dịch amonia bay hơi. Đến năm 1842, John Gorrie, một bác sĩ người Mỹ ở Florida, Hoa Kỳ, đã thiết kế và chế tạo một thiết bị làm mát không khí để điều trị bệnh nhân sốt vàng da. Nguyên tắc cơ bản của ông —khí được nén dưới áp suất, rồi được làm lạnh bằng cách dẫn qua các cuộn dây tỏa nhiệt bức xạ, và sau đó, khí giãn nở thể tích để hạ nhiệt độ xuống— là nguyên tắc thường được sử dụng trong tủ lạnh ngày nay. Ông được cấp bằng sáng chế đầu tiên của Hoa Kỳ về làm lạnh cơ học vào năm 1851.

### Kỹ thuật làm lạnh bằng điện
Nhà phát minh người Mỹ Willis H. Carrier thường được ghi nhận là người đầu tiên phát minh ra hệ thống điều hòa không khí điện hiện đại và mở đầu ngành công nghiệp này. Sau khi tốt nghiệp Đại học Cornell, Carrier làm việc tại Công ty Buffalo Forge. Tại đây, ông bắt đầu thử nghiệm điều hòa không khí nhằm giải quyết một vấn đề cho Công ty Quang khắc và Xuất bản Sackett-Wilhelms (Sackett-Wilhelms Lithographing and Publishing Company) ở Brooklyn, New York. Khi đó, độ ẩm không khí thay đổi làm thay đổi kích thước những cuộn giấy in và dẫn đến việc in mực không còn chính xác. Máy lạnh do Carrie thiết kế hoạt động bằng cách thổi không khí qua các giàn ống lạnh để kiểm soát nhiệt độ và độ ẩm trong phòng, giữ cho giấy không bị thay đổi kích thước và chất lượng in được cải thiện. Máy điều hòa không khí đầu tiên, được thiết kế và chế tạo bởi Carrier, bắt đầu vận hành lần đầu tiên vào ngày 17 tháng 7 năm 1902.
Năm 1906, Stuart Cramer, một kỹ sư dệt ở Bắc Carolina, tạo ra một thiết bị thông gió có khả năng bổ sung hơi nước vào không khí tại những nhà máy dệt. Độ ẩm giúp sợi dễ quay hơn và ít bị đứt hơn. Cramer được xem là người đầu tiên đặt tên quá trình này là "điều hòa không khí".
Đến năm 1914, Charles Gates, một triệu phú ở thành phố Minneapolis, là người sử dụng điều hòa nhiệt độ tại nhà riêng đầu tiên. Năm 1945, Robert Sherman ở thành phố Lynn, bang Massachusetts đã phát minh ra máy điều hòa không khí di động gắn cửa sổ dùng để làm mát, sưởi ấm, làm ẩm, hút ẩm và lọc không khí. Vào năm 1947, học giả người Anh, S.F. Markham viết rằng, "Máy điều hòa không khí là thứ đóng góp to lớn nhất vào nền văn minh trong thế kỷ này – và Hoa Kỳ là nước đang dẫn đầu về lĩnh vực này."
Vào cuối những năm 1960, hầu hết các ngôi nhà dân cư mới xây dựng ở Hoa Kỳ đều sử dụng máy lạnh trung tâm. Vào khoảng thời gian này, thiết bị điều hòa không khí dạng hộp cũng dần trở nên rẻ hơn, dẫn đến sự gia tăng dân số ở các bang Florida và Arizona. Tính đến năm 2015, gần 100 triệu ngôi nhà hoặc khoảng 87% hộ gia đình Hoa Kỳ đã lắp đặt hệ thống điều hòa không khí.

### Sự phát triển của máy lạnh
Những máy điều hòa không khí và tủ lạnh đầu tiên sử dụng những môi chất lạnh vốn là các khí độc hoặc dễ cháy, chẳng hạn như amonia, metyl chloride hoặc propan, có thể dẫn đến tai nạn chết người khi chúng bị rò rỉ. Thomas Midgley, Jr., một nhân viên của công ty Frigidaire thuộc hãng GM, đã tạo ra khí Freon (R-12), là loại khí chlorofluorocarbon không cháy, không độc hại đầu tiên, vào năm 1928. Freon là tên nhãn hiệu thuộc sở hữu của hãng hóa chất DuPont cho các loại môi chất lạnh như chlorofluorocarbon (CFC), hydrochlorofluorocarbon (HCFC), hoặc hydrofluorocarbon (HFC). Trong tên chất làm lạnh, thông thường có thêm một số cho biết thành phần phân tử (ví dụ, R-11, R-12, R-22, R-134A). Hỗn hợp được sử dụng nhiều nhất trong việc làm mát trực tiếp cho nhà ở và các tòa nhà là hợp chất thuộc nhóm HCFC được gọi là chlorodifluoromethane (R-22).
Dichlorodifluoromethane (R-12) là hỗn hợp phổ biến nhất được sử dụng trong ô tô ở Hoa Kỳ cho đến năm 1994, khi hầu hết các mẫu xe  sau đó thay đổi thành R-134A do R-12 có khả năng làm suy giảm tầng ozone. R-11 và R-12 không còn được sản xuất ở Hoa Kỳ cho mục đích sử dụng này, nhưng vẫn được nhập khẩu và có thể được mua và sử dụng bởi các kỹ thuật viên HVAC.
Hiện nay, người ta đã phát triển các chất làm lạnh vốn an toàn với môi trường hơn những chất làm lạnh gốc chlorofluorocarbon được sử dụng vào đầu và giữa thế kỷ XX. Nhóm môi chất lạnh HCFC đang dần bị loại bỏ theo Nghị định thư Montreal và được thay thế bằng các chất HFC như R-410A, vốn không chứa clo trong phân tử. Tuy nhiên, nhóm môi chất lạnh HFC lại góp phần gây ra các vấn đề biến đổi khí hậu. Hơn nữa, những chính sách và sự ảnh hưởng chính trị của các công ty ra sức chống lại sự thay đổi này.
Năm 1995, ở Đức, những thiết bị làm lạnh sử dụng môi chất CFC bị xem là bất hợp pháp. Vào năm 2011, EPA đã quyết định ủng hộ chất làm lạnh an toàn với ozone và khí hậu cho lĩnh vực sản xuất của Hoa Kỳ. Các HFC như R-404a, R-134a và R-410a, kể từ năm 2020, sẽ được thay thế bằng HFO và chất làm lạnh hydrocarbon như R-1234ze trong các thiết bị làm lạnh cho hệ thống lạnh và điều hòa không khí thương mại, R-1234yf trong ô tô, R-32 trong khu dân cư điều hòa không khí thay thế R-22, và CO2 (R-744) trong làm lạnh thương mại. R-600 (isobutane) đã được sử dụng rộng rãi trong điện lạnh dân dụng.

## Nguyên lý hoạt động

### Hệ thống làm lạnh nén hơi

Sơ đồ mô tả bốn thiết bị trong chu trình làm lạnh nén hơi: 1) Giàn ngưng tụ, 2) Van giãn nở nhiệt, 3) Giàn bay hơi, 4) Máy nén.

Trong hệ thống làm lạnh nén hơi, môi chất lạnh, như Freon, được tuần hoàn trong hệ thống các thiết bị và đường ống để trao đổi nhiệt dựa trên sự thay đổi về trạng thái. Có bốn giai đoạn chính trong chu kỳ làm lạnh nén hơi, được thể hiện trong hình minh họa.
1. Giai đoạn ngưng tụ: Môi chất sau khi rời khỏi máy nén đang ở trạng thái hơi có nhiệt độ và áp suất cao. Môi chất đi vào thiết bị trao đổi nhiệt gọi là giàn ngưng tụ (condenser). Tại giàn ngưng, môi chất truyền nhiệt năng sang một chất tải nhiệt khác như không khí hoặc nước lúc này đang có nhiệt độ thấp hơn nhiệt độ của môi chất. Hơi môi chất bị mất nhiệt và ngưng tụ thành dạng lỏng.
2. Giai đoạn giãn nở: Môi chất đang ở trạng thái lỏng có áp suất và nhiệt độ cao, đi qua một thiết bị tiết lưu, gọi là van giãn nở nhiệt (thermal expansion valve). Môi chất giảm áp suất khi đi qua van giãn nở; một phần môi chất lỏng lập tức hóa hơi và giảm nhiệt độ.
3. Giai đoạn bay hơi: Môi chất đi qua một thiết bị trao đổi nhiệt gọi là giàn bay hơi (evaporator) bao gồm nhiều cuộn ống xoắn. Môi chất chuyển trạng thái từ lỏng sang hơi, đồng thời thu nhiệt từ môi trường, tạo hiệu ứng làm lạnh.
4. Giai đoạn nén hơi: Sau khi ra khỏi giàn bay hơi, môi chất đang ở trạng thái hơi có nhiệt độ và áp suất thấp. Môi chất được hút vào máy nén (compressor), tăng áp suất và nhiệt độ. Sau đó, môi chất lặp lại chu trình tuần hoàn.[47][48]

#### Bơm nhiệt
Bơm nhiệt (heat pump) thật ra là một hệ thống làm lạnh có thể dùng cho mục đích làm lạnh và sưởi ấm. Do vậy, bơm nhiệt có thể được sử dụng trong cả mùa hè và mùa đông. Vào mùa hè, môi chất tuần hoàn theo chu trình làm lạnh nén hơi thông thường, với giàn ống xoắn trong phòng hoạt động như giàn bay hơi (thu nhiệt), còn giàn ống xoắn bên ngoài phòng hoạt động như giàn ngưng tụ (tỏa nhiệt ra môi trường). Ngược lại, vào mùa đông, môi chất tuần hoàn theo chiều ngược lại, với giàn ống xoắn trong phòng lúc này là giàn ngưng tụ (tỏa nhiệt) giúp sưởi ấm phòng. Dòng chảy môi chất tải nhiệt được đảo ngược nhờ vào một thiết bị gọi là van đảo chiều (reversing valve). Ưu điểm của hệ thống bơm nhiệt là nó có thể cung cấp tính năng làm lạnh hoặc sưởi ấm trong cùng một hệ thống, không cần phải thay đổi quá nhiều thiết bị.

### Làm lạnh bay hơi

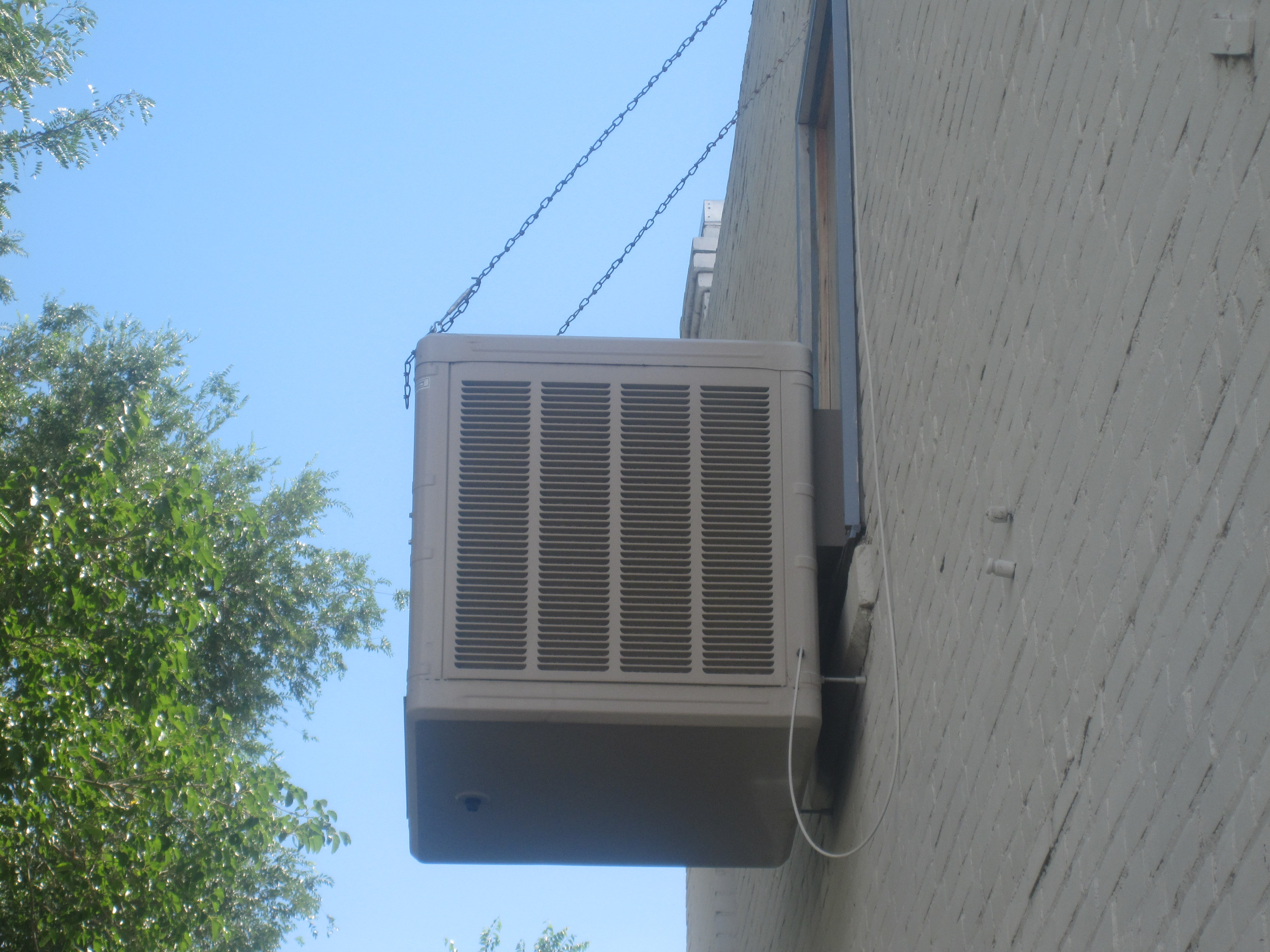
Máy lạnh bay hơi

Quá trình làm mát bay hơi là phương pháp rất hiệu quả trong điều kiện khí hậu khô nóng, nhằm giúp giảm nhiệt độ của không khí lưu thông từ bên ngoài vào nhà. Kỹ thuật làm mát bay hơi thường được chia thành hai loại chính: làm mát bay hơi trực tiếp và gián tiếp. Phương pháp trực tiếp hoạt động trên nguyên tắc thổi hơi ẩm vào không khí, làm giảm nhiệt độ ở điều kiện gần đẳng enthalpy. Phương pháp này thông thường đủ cho nhu cầu làm mát ở những vùng khô nóng. Tuy nhiên, ở những vùng khí hậu ẩm, việc tăng độ ẩm không khí có thể khiến người sử dụng cảm thấy không thoải mái. Phương pháp gián tiếp sử dụng hiệu ứng bay hơi để làm mát bề mặt tiếp xúc, như những ống xoắn trao đổi nhiệt, sau đó những bề mặt này giúp làm mát không khí. Nhờ hiệu quả giảm nhiệt độ và enthalpy trong không khí, giàn lạnh bay hơi gián tiếp có thể hiệu quả trong hầu hết các điều kiện nhiệt độ.

## Kiểm soát độ ẩm
Cơ thể người được làm mát tự nhiên nhờ việc đổ mồ hôi; khi đó, mồ hôi bay hơi từ da, giảm độ ẩm làm cho cơ thể cảm thấy mát mẻ hơn ở cùng nhiệt độ không khí. Máy điều hòa không khí được dùng cho sinh hoạt thường sẽ đạt được độ ẩm tương đối từ 30% đến 60%. Mục đích của việc giảm ẩm không khí là nhằm rút một phần hơi ẩm trong không khí, từ đó làm giảm dung ẩm của không khí.
Có bốn phương pháp chủ yếu để làm giảm ẩm (làm khô) không khí: phương pháp làm khô bằng dàn lạnh, bằng buồng phun, bằng máy hút ẩm, và bằng hóa chất.
Hai phương pháp đầu tiên —phương pháp làm khô bằng dàn lạnh và làm lạnh bằng buồng phun— hoạt động dựa trên nguyên tắc làm giảm nhiệt độ không khí xuống dưới điểm sương, từ đó hơi nước được ngưng tụ và tách khỏi không khí. Phương pháp đầu tiên được thực hiện bằng cách dẫn không khí cần làm khô đi qua dàn lạnh, bề mặt thiết bị được giảm nhiệt độ dưới điểm sương không khí, làm hơi nước ngưng kết trên bề mặt thiết bị. Với phương pháp làm khô bằng buồng phun, không khí được phun nước lạnh trực tiếp; nhiệt độ nước lạnh thấp hơn điểm sương không khí, nước được ngưng tụ lại trên bề mặt các giọt nước. Lúc này, các giọt nước đóng vai trò bề mặt ngưng kết hơi nước.
Phương pháp thứ ba là quá trình làm khô bằng máy hút ẩm. Trong máy hút ẩm, không khí đi qua hai giai đoạn gồm dàn lạnh và dàn ngưng (dàn nóng). Khi đi qua dàn lạnh, không khí được làm lạnh và làm khô một phần, hơi ẩm trong không khí được ngưng kết một phần rớt xuống bể hứng. Sau đó, không khí đi qua dàn ngưng để thực hiện quá trình gia nhiệt đẳng dung ẩm làm độ ẩm giảm xuống thêm nữa.
Phương pháp cuối cùng là làm khô bằng chất hút ẩm (desiccant). Chất hút ẩm là những hóa chất có ái lực cao với nước, có khả năng gắn kết và giữ những phân tử nước. Có hai quá trình chính xảy ra khi sử dụng chất hút ẩm để làm khô không khí: quá trình hấp thu (khi có phản ứng hóa học xảy ra) và quá trình hấp phụ (khi không xảy ra phản ứng hóa học). Chất hút ẩm có hai dạng là ở thể rắn và thể lỏng. Quá trình hấp thu (hay hấp thụ) xảy ra với chất hút ẩm dạng lỏng; còn ở chất hút ẩm dạng rắn, quá trình hấp phụ sẽ diễn ra, các phân tử nước sẽ được giữ lại trên bề mặt rất lớn của chất hấp phụ. Chất hút ẩm dạng lỏng thường được sử dụng là dung dịch muối calci chloride (CaCl
2), lithi chloride (LiCl), lithi bromide (LiBr), và triethylene glycol (TEG). Chất hút ẩm dạng rắn thường gặp là silica gel, zeolit, nhôm hoạt tính, và than hoạt tính.

## Phân loại
Việc phân loại hệ thống điều hòa không khí rất phức tạp vì chúng quá đa dạng về công năng và ứng dụng trong nhiều điều kiện, mục đích sử dụng khác nhau. Người ta có thể phân loại hệ thống điều hòa không khí theo các tiêu chí như phân loại theo mục đích sử dụng, tính tập trung (cục bộ hoặc trung tâm), phương thức làm lạnh (trực tiếp hoặc gián tiếp), công suất lạnh (đơn vị kW hoặc BTU/h), môi chất làm lạnh (nước hoặc không khí), khả năng xử lý (một chiều lạnh hoặc hai chiều nóng–lạnh)...

### Máy điều hòa cửa sổ

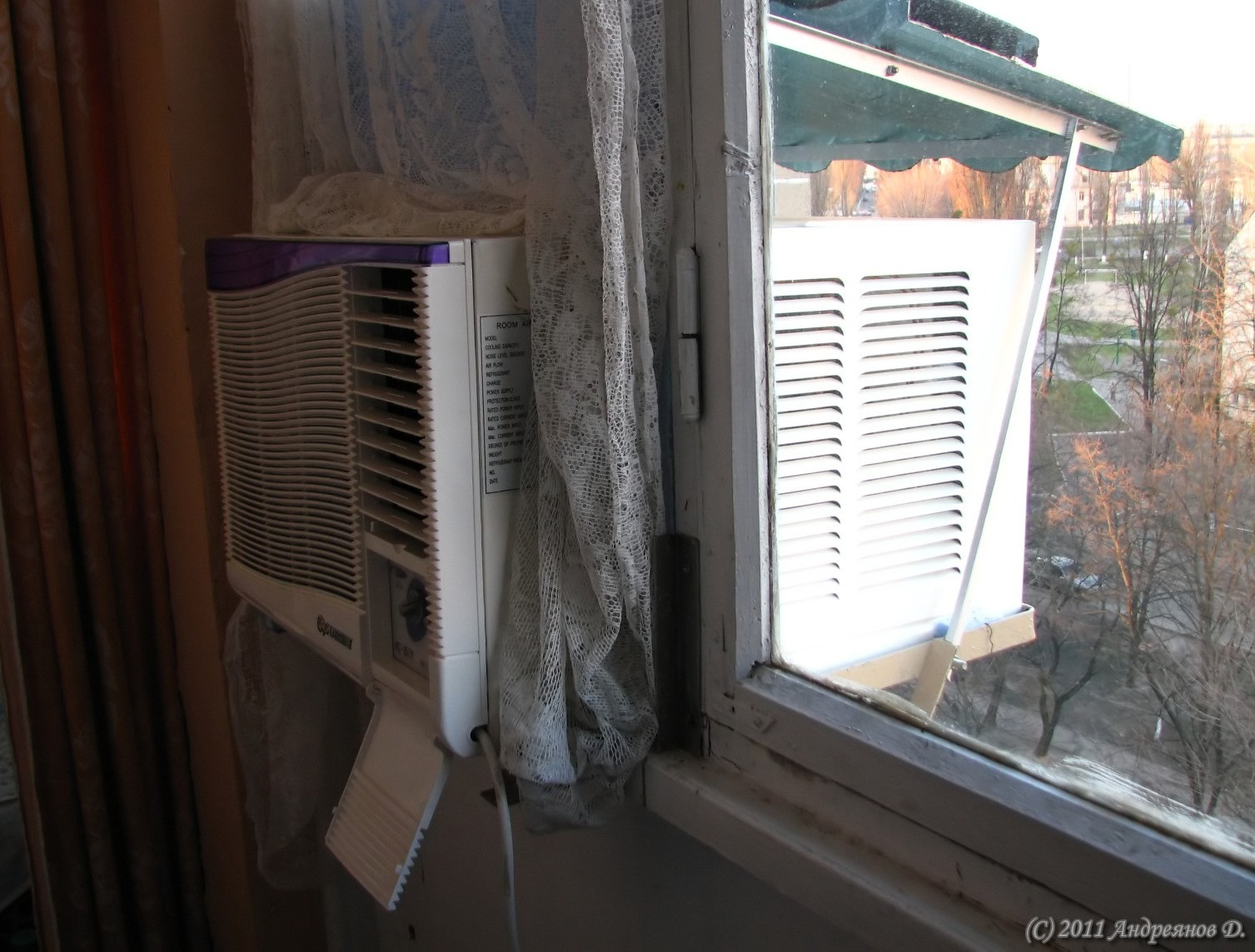
Máy điều hòa cửa sổ

Cấu tạo và cách hoạt động của máy điều hòa cửa sổ

Máy điều hòa cửa sổ (tiếng Anh: Window air conditioner) là thiết bị điều hòa không khí gọn trọn bộ, dùng điều hòa không khí trong một phòng. Do gắn xuyên tường trông giống một cửa sổ nên được gọi là máy điều hòa cửa sổ. Toàn bộ các thiết bị chính —máy nén, dàn ngưng, dàn bay hơi, quạt thổi gió, quạt giải nhiệt, lọc gió, tụ điều hòa, block (lốc) điều hòa— được lắp trong cùng một vỏ gọn nhẹ. Công suất lạnh của máy điều hòa cửa sổ thường nhỏ, từ 5.000 BTU/h (2 kW) đến 24.000 BTU/h (7 kW), đủ làm mát diện tích phòng tối đa khoảng 60 mét vuông (650 foot vuông).
Trong hình là cấu tạo thiết kế một máy điều hòa cửa sổ. Thông thường, dàn lạnh sẽ đặt hướng vào trong phòng và dàn nóng sẽ hướng ra bên ngoài phòng. Quạt dàn nóng (fan) và quạt dàn lạnh (blower) được đặt đồng trục và vận hành bởi cùng một động cơ. Quạt dàn lạnh thường là loại quạt ly tâm lồng sóc để có lưu lượng gió lớn và ít tiếng ồn; trong khi đó, quạt dàn nóng là loại quạt hướng trục vì chỉ cần tạo lưu lượng gió lớn để giải nhiệt. Không khí trong phòng được hút từ bên hông máy điều hòa, trao đổi nhiệt với dàn lạnh (cooling coil) và thổi ra phía trước máy thông qua các cánh hướng. Không khí bên ngoài cũng trao đổi nhiệt với dàn ngưng hay dàn nóng (condenser coil).
Máy điều hòa cửa sổ có hai dạng chính là máy một chiều lạnh và hai chiều nóng–lạnh. Với máy hai chiều nóng–lạnh, tổ máy điều hòa cần có thêm một van đảo chiều cho phép hoán đổi chiều của dàn nóng và dàn lạnh tùy vào mùa trong năm. Vào mùa hè, dàn lạnh hướng vào trong phòng và dàn nóng ngoài trời, máy điều hòa có chức năng làm mát. Vào mùa đông, dàn lạnh lại ở bên ngoài và dàn nóng trong phòng, lúc này máy chạy ở chế độ bơm nhiệt (đã mô tả ở phần trên) và có chức năng sưởi ấm.
Máy điều hòa cửa sổ được phát minh đầu tiên bởi H.H. Schultz and J.Q. Sherman vào năm 1931 nhưng giá thành của loại này rất đắt vào thời đó (tương đương 120.000 đến 600.000 USD ngày nay cho một máy điều hòa) nên không được sử dụng phổ biến. Tuy nhiên, loại máy điều hòa cửa sổ có thiết kế nhỏ gọn giống với ngày nay có tên là "Thorne Room Air Conditioner", được phát minh sản xuất bởi hãng Thorne Motor Corporation. Kỹ sư Henry Galson sau đó đã cải tiến máy điều hòa cửa sổ để ngày càng nhỏ gọn và rẻ hơn; đến năm 1947, khoảng 43.000 máy điều hòa cửa sổ đã được bán ra và nhiều người có thể dễ dàng sở hữu loại thiết bị này.
Ưu điểm của máy điều hòa cửa sổ là gọn, dễ lắp đặt và vận hành, giá thành rẻ (do ít tốn chi phí thiết bị ống dẫn và nhân công lắp đặt), tiết kiệm năng lượng (hệ số lạnh cao). Nhược điểm của loại máy điều hòa này là công suất lạnh nhỏ (dưới 24.000 BTU/h), giảm tính mỹ quan cho thiết kế công trình, bị giới hạn về vị trí sử dụng (chỉ áp dụng cho tường bao bên ngoài, không thể dùng cho những phòng nằm sâu trong công trình).

### Hệ thống điều hòa kiểu rời
Máy điều hòa không khí kiểu rời (tiếng Anh: Split-type air conditioner) còn được gọi là "máy điều hòa tách", "máy điều hòa hai hoặc nhiều mảnh", "máy điều hòa hai hoặc nhiều cụm". Điểm khác biệt giữa máy điều hòa tách và máy điều hòa cửa sổ là tổ máy điều hòa tách có dàn nóng (outdoor unit) và dàn lạnh (indoor unit) được đặt ở những vị trí khác nhau thay vì đặt chung trong một cụm thiết bị như máy điều hòa cửa sổ. Liên kết giữa hai cụm nóng–lạnh là cặp dây đồng dẫn môi chất lạnh và dây điện điều khiển. Cặp dây đồng gồm hai ống đồng chứa môi chất lạnh ở thể hơi (hơi môi chất) và thể lỏng. Ống chứa hơi môi chất thường có đường kính lớn hơn và được bọc bảo ôn cách nhiệt nhằm hạn chế hấp thu nhiệt từ môi trường và tránh hiện tượng "đổ mồ hôi" của ống đồng. Hệ thống máy điều hòa không khí kiểu rời có thể chia thành ba nhóm chính: hệ thống trung tâm, hệ thống hai cụm không ống gió, và hệ thống nhiều cụm.

#### Hệ thống điều hòa trung tâm
Hệ thống điều hòa trung tâm (tiếng Anh: Central air conditioning system) thường được sử dụng trong gia đình và doanh nghiệp. Hệ thống điều hòa trung tâm có dàn lạnh được đặt trong nhiều phòng, có thể là bộ xử lý không khí AHU (Air handing unit) hoặc thiết bị dàn lạnh FCU (Fan coiled unit); còn dàn nóng được đặt bên ngoài. Buồng xử lý không khí AHU được điều khiển bởi một bộ điều nhiệt (thermostat) đặt tại vị trí xa so với AHU. Người dùng có thể điều chỉnh nhiệt độ mong muốn bằng bộ điều nhiệt, từ đó bộ điều nhiệt sẽ điều khiển AHU để duy trì nhiệt độ đã cài đặt. Không khí được cấp qua AHU và sử dụng các ống gió để thổi vào các không gian cần làm mát. AHU thường được đặt cách xa các không gian cần điều hòa nhiệt độ. AHU có thể lấy không khí từ bên ngoài (gió tươi) hoặc từ trong phòng (gió hồi), thông qua các lỗ thông hơi đặt trong nhà hoặc từ các ống gió. Ngoài ra, AHU cũng có thể được đặt bên ngoài phòng, chứa dàn ngưng và được phép hút không khí bên ngoài. Khi đó, chúng được gọi là "máy điều hòa lắp mái" (rooftop unit – RTU) hoặc "máy điều hòa nguyên cụm lắp mái" (packaged rooftop unit).

#### Hệ thống điều hòa hai cụm
Hệ thống điều hòa hai cụm không ống gió (ductless mini-split system), hay còn gọi là "máy điều hòa hai mảnh", "máy điều hòa phòng hai cụm" (split room air conditioner), thường dùng để làm lạnh cho một phòng riêng biệt. Tên gọi tiếng Anh "mini-split" thường được dùng để chỉ những hệ thống điều hòa tách chỉ cung cấp không khí cho một phòng duy nhất, khác với hệ thống điều hòa nhiều cụm là hệ thống cho phép làm lạnh nhiều phòng (khu vục) từ một dàn nóng duy nhất. Công suất lạnh của máy điều hòa 2 cụm trong khoảng từ 9.000 BTU/h đến 36.000 BTU/h cho mỗi phòng hoặc dàn lạnh. Hệ thống điều hòa hai cụm đầu tiên được các hãng Mitsubishi Electric và Toshiba ra mắt vào năm 1954–1968 tại Nhật Bản.
Cũng giống như hệ thống điều hòa trung tâm, hệ thống điều hòa hai cụm cũng bao gồm dàn nóng đặt bên ngoài và dàn lạnh đặt trong phòng. Ưu điểm của hệ thống hai cụm là thiết kế nhỏ gọn và có thể điều chỉnh nhiệt độ khác nhau cho từng phòng riêng biệt. Ngoài ra, do không có đường ống gió, cũng giúp giảm thất thoát nhiệt so với hệ thống trung tâm. Hệ thống điều hòa hai cụm còn có ưu điểm là có nhiều kiểu dáng dàn lạnh khác nhau tùy vào nhu cầu thiết kế công trình, bao gồm loại đặt sàn, treo tường, hoặc áp trần. Với hệ thống hai cụm, dàn lạnh đặt trong nhà giúp dễ bảo trì hơn và không chịu ảnh hưởng của thời tiết. Dàn nóng, chứa máy nén, đặt ngoài trời, không gây ảnh hưởng tiếng ồn đến không gian sử dụng. Nhược điểm chủ yếu của máy điều hòa hai cụm là chi phí vận hành cao, thông thường tốn khoảng từ 1.500 đến 2.000 USD cho mỗi tấn lạnh Mỹ (tương đương 12.000 BTU/h), cao hơn 30% so với hệ thống điều hòa trung tâm. Công suất của hệ thống điều hòa hai cụm cũng không cao, tối đa 60.000 BTU/h; đồng thời việc gắn nhiều dàn nóng bên ngoài sẽ làm ảnh hưởng mỹ quan của công trình kiến trúc.

#### Hệ thống điều hòa nhiều cụm

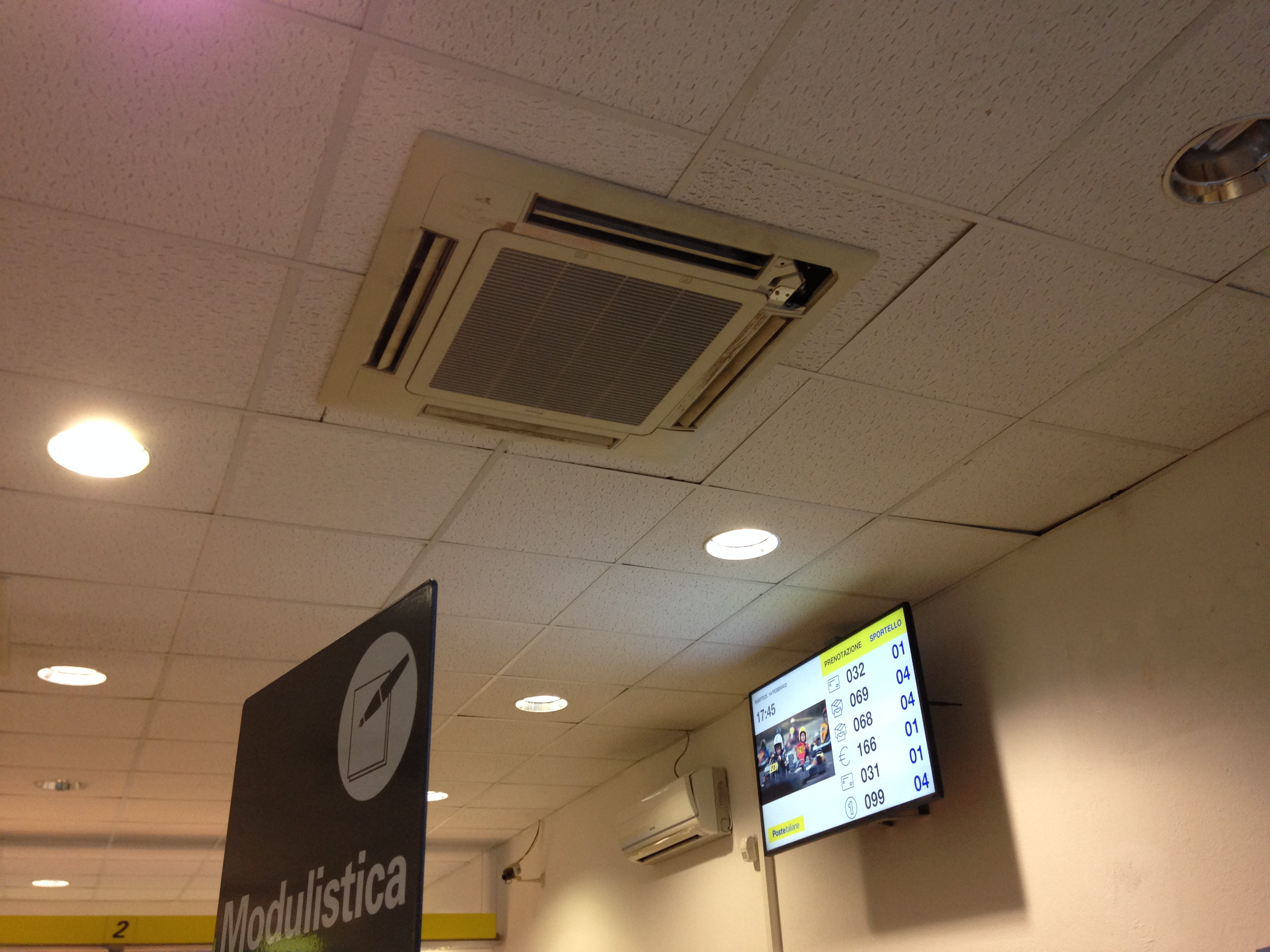
Dàn lạnh kiểu âm trần cassette

Hệ thống nhiều cụm (multi-zone system) hay còn gọi là "hệ thống điều hòa kiểu ghép" (multi-split system) về cơ bản là hệ thống máy điều hòa gồm một dàn nóng cung cấp cho nhiều dàn lạnh. Hệ thống điều hòa nhiều cụm cung cấp khả năng làm lạnh và sưởi ấm lên đến 60.000 BTU cho nhiều phòng hoặc nhiều dàn lạnh đồng thời. Hệ thống điều hòa nhiều cụm lớn được gọi là hệ thống VRF (Variable Refrigerant Flow – dòng môi chất lạnh biến thiên) và thường được sử dụng trong các tòa nhà thương mại. Hệ thống điều hòa nhiều cụm không ống gió được hãng Daikin phát minh vào năm 1973 và sau đó, hệ thống VRF cũng được Daikin phát minh vào năm 1982 với tên gọi VRV (Variable Refrigerant Volume).
Cũng như hệ thống điều hòa tách hai cụm, hệ thống nhiều cụm bao gồm dàn nóng và dàn lạnh. Máy nén thường được đặt trong dàn nóng, không đặt ở dàn lạnh vì như vậy sẽ gây ồn khi vận hành và tăng kích thước dàn lạnh. Hệ thống nhiều cụm có thể có nhiều kiểu dáng dàn lạnh khác nhau, bao gồm loại đặt sàn (floor-standing), treo tường (wall-mounted), áp trần (ceiling suspended), âm trần (concealed), âm trần cassette (ceiling mounted cassette), và ống gió ngang (kiểu vệ tinh, ceiling-mounted built-in).
Hệ thống điều hòa nhiều cụm có những ưu điểm giống với hệ thống hai cụm như khả năng điều chỉnh nhiệt độ khác nhau cho các phòng riêng biệt và có thể lắp đặt nhiều kiểu dáng dàn lạnh khác nhau. Ngoài ra, hệ thống điều hòa ghép còn có ưu điểm như giảm số lượng dàn nóng giúp tăng mỹ quan công trình, đồng thời sử dụng chung điện nguồn giúp giảm chi phí lắp đặt.

### Hệ thống điều hòa trung tâm nước

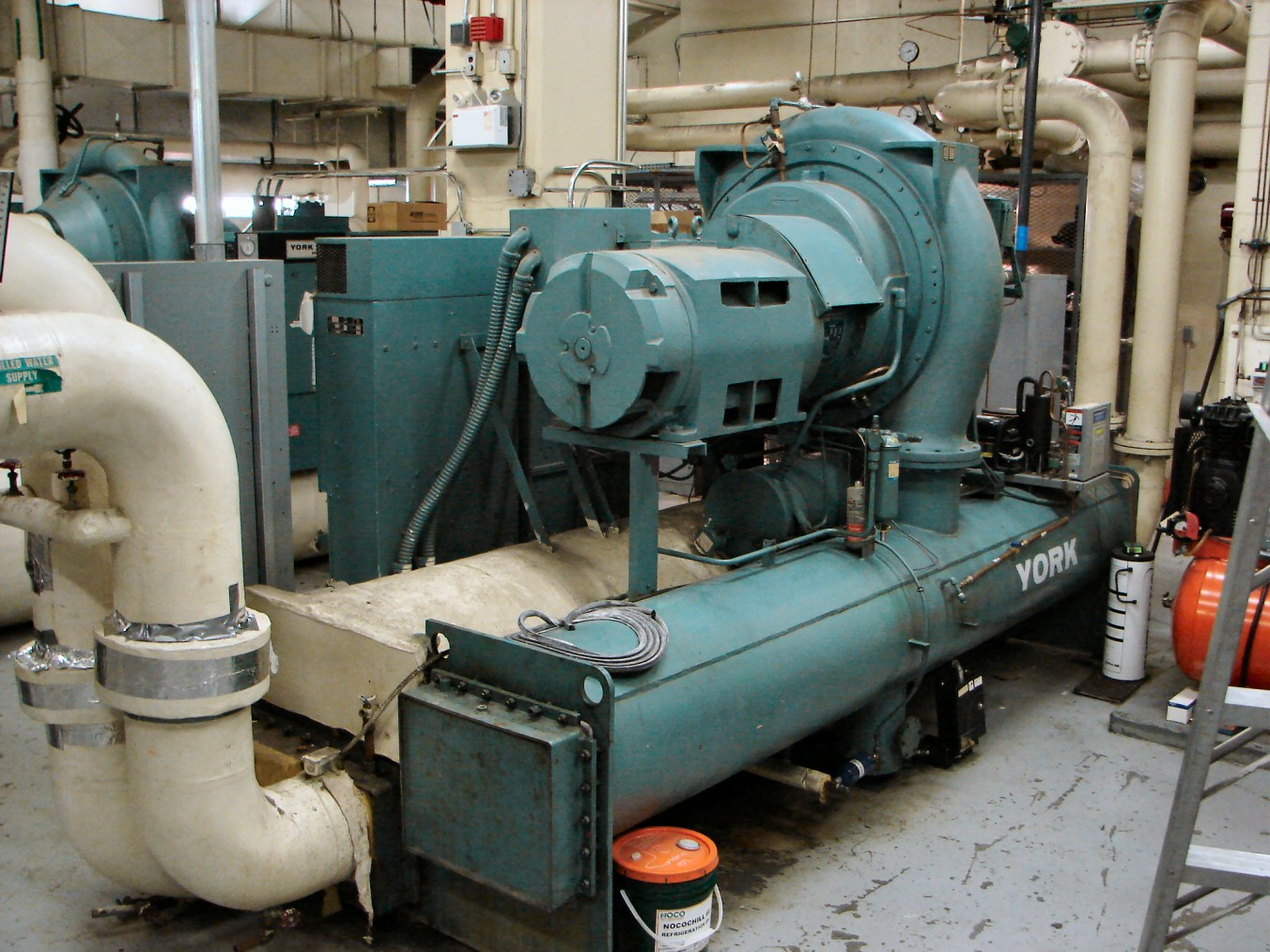
Một cụm máy lạnh chiller giải nhiệt nước

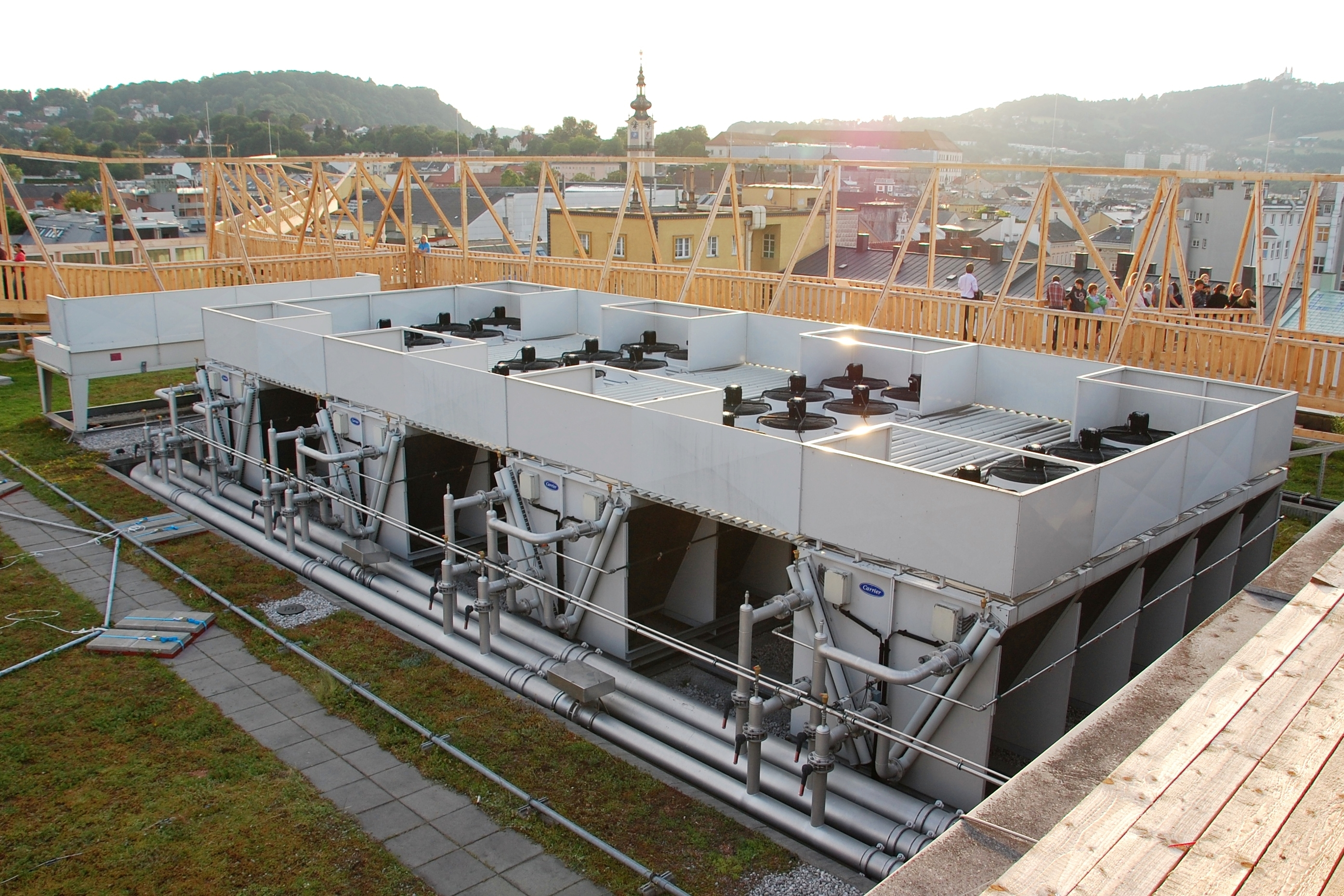
Hệ thống điều hòa trung tâm nước, sử dụng những cụm chiller giải nhiệt gió

Hệ thống điều hòa trung tâm nước (Chilled-water air conditioning system) là hệ thống điều hòa sử dụng nước lạnh làm chất tải lạnh để làm lạnh không khí. Nước được làm lạnh xuống 45 °F (7 °C) bằng cụm máy làm lạnh nước, sau đó được dẫn theo đường ống đến các dàn trao đổi nhiệt như AHU và FCU để làm lạnh không khí. Hệ thống điều hòa trung tâm nước thường được dùng để làm lạnh những công trình hoặc khu vực rộng lớn như trung tâm thương mại, cao ốc văn phòng...
Hệ thống điều hòa trung tâm nước bao gồm những thiết bị chính sau:
- Máy làm lạnh nước (chiller): Là thiết bị trao đổi nhiệt để giảm nhiệt độ nước từ 55 °F (13 °C) xuống 45 °F (7 °C). Máy lạnh chiller là thiết bị nguyên cụm bao gồm máy nén, bình ngưng, bình bay hơi, van tiết lưu, và tủ điện điều khiển.
- Dàn trao đổi nhiệt (hay còn gọi là dàn lạnh) như buồng xử lý không khí AHU (Air Handling Unit) và dàn FCU (Fan Coil Unit).
- Hệ thống giải nhiệt như tháp giải nhiệt (đối với máy chiller giải nhiệt nước) hoặc dàn nóng (đối với máy chiller giải nhiệt gió).
- Hệ thống bơm —như bơm nước lạnh tuần hoàn hoặc bơm giải nhiệt— và hệ thống đường ống.

Nguyên lý hoạt động của hệ thống điều hòa trung tâm nước xoay quanh cụm máy lạnh chiller. Nước lạnh được làm lạnh trong bình bay hơi của chiller xuống 45 °F (7 °C). Sau đó, hệ thống bơm tuần hoàn sẽ đưa nước lạnh đến các thiết bị trao đổi nhiệt như AHU, FCU đặt tại những khu vực cần làm lạnh. Tại đây, nước hấp thu nhiệt từ không khí trong phòng, làm nhiệt độ tăng lên 55 °F (13 °C). Sau khi nóng lên, nước được tuần hoàn trở lại chiller để tái làm lạnh xuống 45 °F (7 °C) và khép kín chu trình tuần hoàn.
Theo chu trình làm lạnh, máy lạnh chiller được chia thành hai nhóm chính là chiller nén hơi và chiller hấp thụ. Chiller nén hơi (compression chiller) sử dụng máy nén để thực hiện quá trình nén tăng áp suất bên trong chiller nhằm bay hơi và ngưng tụ chất tải lạnh (nước); trong khi đó, chiller hấp thụ (absorption chiller) sử dụng nhiệt năng để thay thế máy nén thực hiện quá trình làm lạnh. Chiller nén hơi là loại chiller được sử dụng phổ biến nhất. Công suất lạnh của cụm máy lạnh chiller tùy thuộc vào loại máy nén lắp trong chiller. Chiller dùng máy nén piston tịnh tiến là loại có công suất nhỏ nhất, thông thường từ 0,5 đến 150 hp (tương đương 31,8 tấn lạnh Mỹ). Muốn nâng công suất làm lạnh, người ta sử dụng nhiều máy nén song song hoặc dùng loại chiller nhiều xi lanh (có thể lên đến 12 xi lanh). Loại công suất trung bình sử dụng máy nén xoắn ốc và máy nén trục vít, khoảng từ 50 đến 700 tấn lạnh. Loại chiller công suất lớn nhất sử dụng máy nén li tâm với công suất lạnh có thể đạt 1.000 tấn lạnh.
Theo phương pháp giải nhiệt ngưng tụ, máy làm lạnh nước chiller được chia thành hai nhóm chính là chiller giải nhiệt nước và chiller giải nhiệt gió. Chiller giải nhiệt nước (WCWC – Water-cooled water chiller) sử dụng một nguồn nước thứ cấp để hấp thu nhiệt từ nước lạnh, lúc này đang ở nhiệt độ 55 °F (13 °C); nước lạnh đi qua thiết bị trao đổi nhiệt gọi là "bình ngưng". Có nhiều dạng thiết kế bình ngưng như loại ống lồng ống (double-tube), ống chùm (shell-and-tube), hoặc ống xoắn (shell-and-coil). Nước giải nhiệt thứ cấp (condenser water) có thể xả thải sau khi sử dụng; tuy nhiên, để tiết kiệm chi phí, nước giải nhiệt được tuần hoàn lại. Nước giải nhiệt thứ cấp sẽ được dẫn về tháp giải nhiệt để làm mát bằng không khí, sau đó được tuần hoàn về bình ngưng, khép kín chu trình. Đối với chiller giải nhiệt gió (ACWC – Air-cooled water chiller), người ta không cần sử dụng nước thứ cấp giải nhiệt mà thay vào đó dùng không khí để làm mát nước tải lạnh. Bình ngưng là một thiết bị trao đổi nhiệt kiểu giàn ống có cánh (finned tube coil); nước lạnh di chuyển trong ống, truyền nhiệt qua các cánh tản nhiệt ra không khí. Không khí được thổi nhờ hệ thống quạt lớn kiểu ly tâm hoặc hướng trục. Chiller giải nhiệt nước có thể làm giảm nhiệt độ thấp hơn chiller giải nhiệt khoảng 35 °F (2 °C), giúp hiệu quả làm lạnh của chiller giải nhiệt nước tốt hơn.

## Ứng dụng
Căn cứ theo mục đích sử dụng, hệ thống điều hòa không khí được chia thành điều hòa tiện nghi (comfort) và điều hòa công nghệ (process).

### Điều hòa tiện nghi

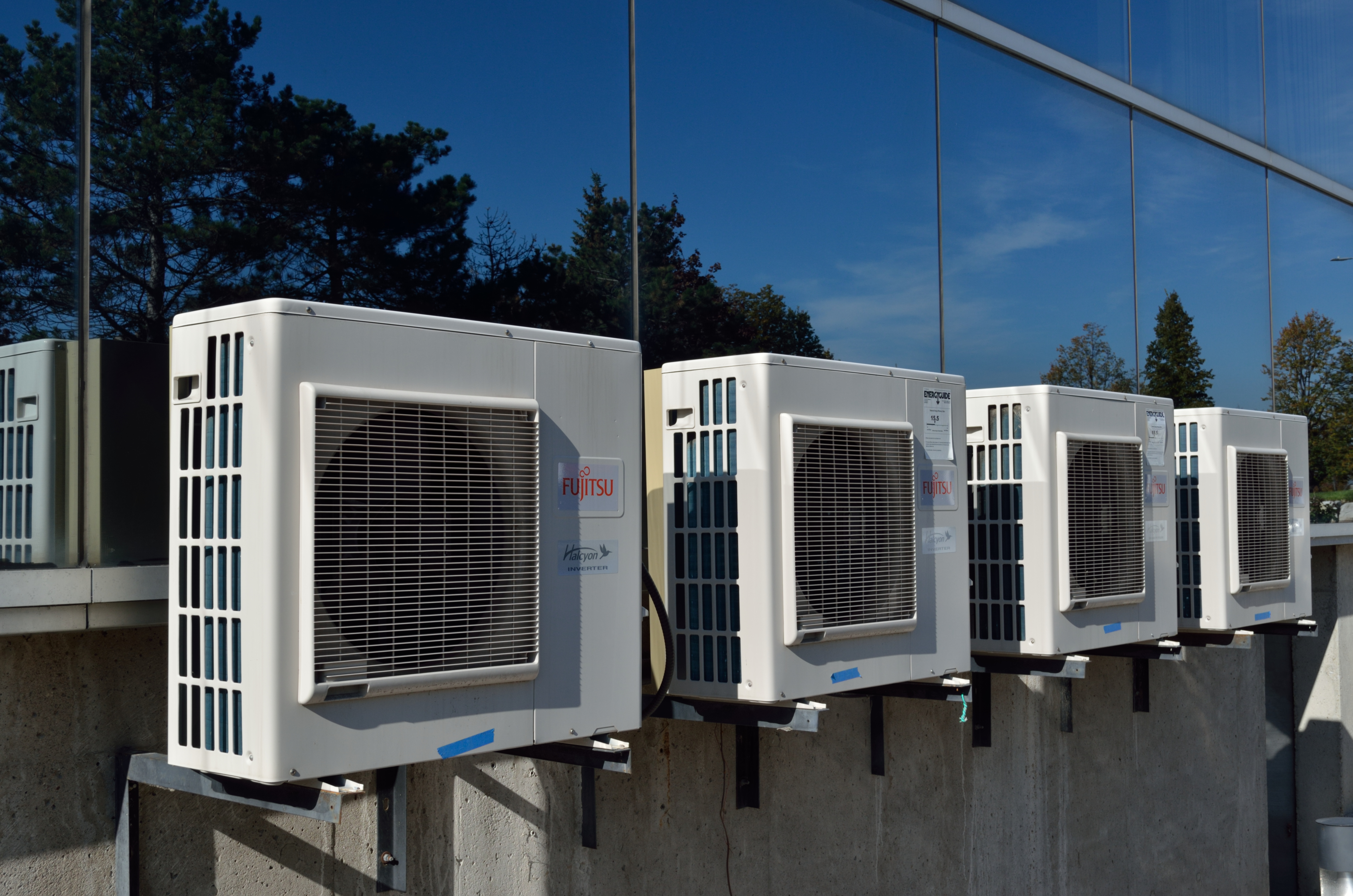
Dãy những cụm dàn nóng của máy điều hòa không khí bên ngoài một tòa nhà văn phòng thương mại

Hệ thống điều hòa tiện nghi được sử dụng nhằm cung cấp điều kiện môi trường trong nhà tương đối ổn định bất chấp những thay đổi của điều kiện thời tiết bên ngoài hoặc những nguồn nhiệt bên trong. Đối với những kiểu công trình kiến trúc khác nhau, hệ thống điều hòa tiện nghi cũng khác nhau và có thể được phân loại thành các nhóm chính sau:
- Những công trình thương mại bao gồm văn phòng, trung tâm thương mại, nhà hàng...
- Căn hộ cao tầng, như khu tập thể và chung cư.
- Những không gian công nghiệp khi cần tạo không gian mát mẻ cho người lao động.
- Ô tô, máy bay, thuyền vận chuyển hành khách hoặc thực phẩm tươi sống.
- Các tòa nhà cơ quan, bao gồm các tòa nhà chính phủ, bệnh viện, trường học...
- Các tòa nhà dân cư thấp tầng, như nhà ở đơn lẻ, nhà song lập, hoặc chung cư nhỏ.
- Các sân vận động thể thao, chẳng hạn như Sân vận động State Farm ở Arizona[102] và ở Qatar cho FIFA World Cup 2022.[103]

Theo nghiên cứu, phụ nữ có tỷ lệ trao đổi chất khi nghỉ ngơi (RMR) trung bình thấp hơn đáng kể so với nam giới. Việc sử dụng các hướng dẫn về RMR không chính xác để định cỡ máy điều hòa không khí có thể dẫn đến thiết bị quá khổ và kém hiệu quả hơn; đồng thời, việc chỉnh mức lạnh của hệ thống xuống quá thấp có thể làm giảm năng suất của người lao động.
Máy điều hòa trong hộ gia đình

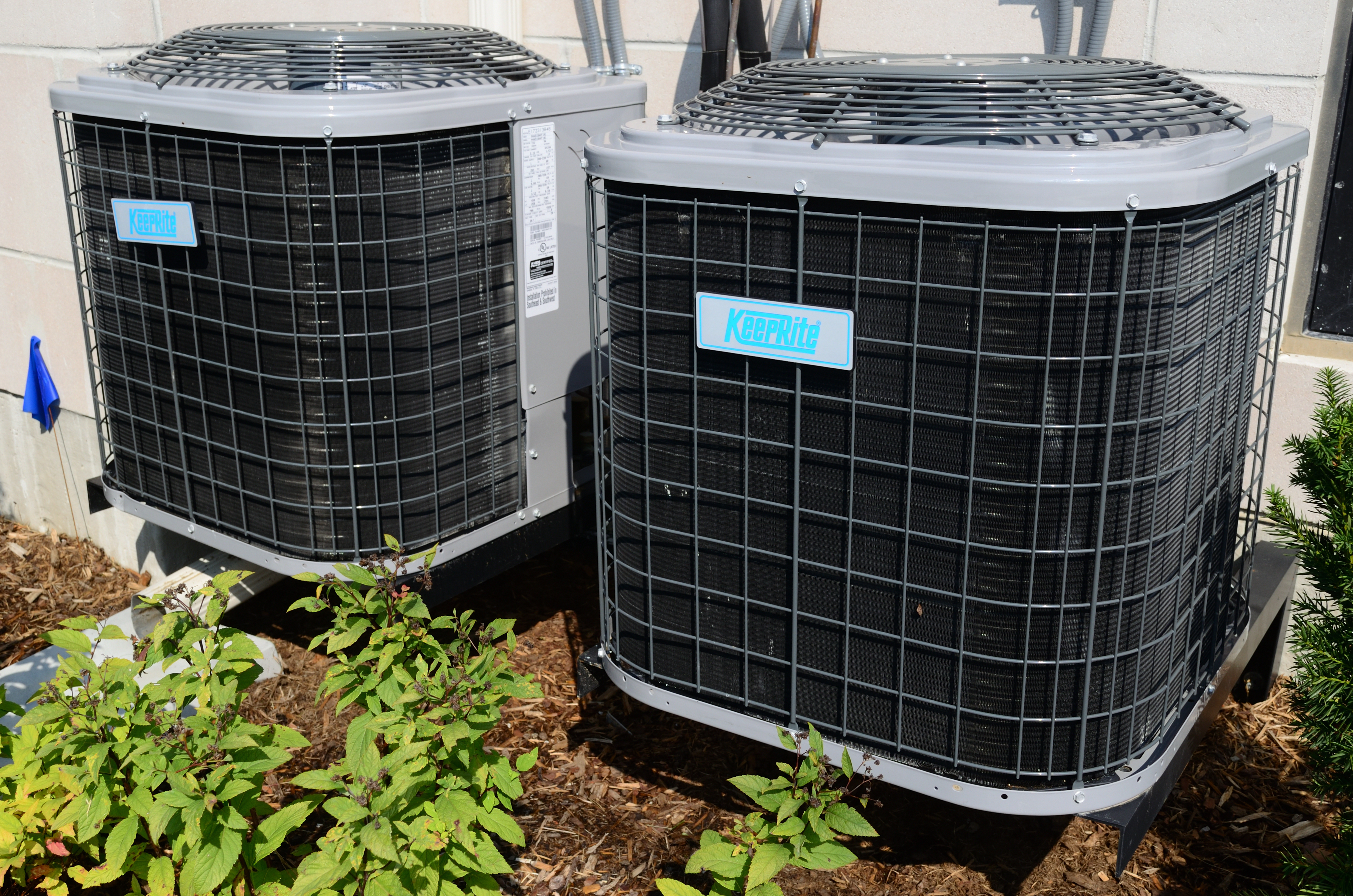
Máy điều hòa không khí ở Bắc Mỹ

Điều hòa không khí được sử dụng phổ biến ở Hoa Kỳ. Năm 2019, khoảng 90% số nhà một hộ gia đình mới xây có gắn máy điều hòa không khí; ở khu vực miền Nam nước Mỹ, tỉ lệ này lên đến 99%. Hiện tượng sử dụng máy điều hòa không khí phổ biến này ở Mỹ đã bắt đầu từ những năm 1960. Tính đến năm 2015, 90% hộ gia đình ở Hoa Kỳ có máy điều hòa nhiệt độ. Hoa Kỳ tiêu thụ năng lượng cho điều hòa không khí nhiều hơn so với toàn bộ còn lại của thế giới.
Ở Canada, việc sử dụng điều hòa nhiệt độ khác nhau tùy theo tỉnh bang. Năm 2013, 55% hộ gia đình Canada cho biết có gắn máy điều hòa không khí ở nhà, tỷ lệ sử dụng cao nhất ở tỉnh Manitoba (80%), đến Ontario (78%), Saskatchewan (67%), Quebec (54%) và sử dụng thấp hơn ở Đảo Hoàng tử Edward (23%), British Columbia (21%), Newfoundland và Labrador (9%). Ở Châu Âu, hệ thống điều hòa không khí ở hộ gia đình thường ít phổ biến hơn. Ở một số nước Nam Âu như Hy Lạp, những thiết bị điều hòa không khí gia đình được sử dụng ngày càng phổ biến trong những năm gần đây. Tại một quốc gia Nam Âu khác là Malta, ước tính có khoảng 55% hộ gia đình đã lắp đặt máy điều hòa không khí. Ở Trung Quốc, tỷ lệ hộ gia đình thành thị có máy điều hòa không khí đã tăng từ 8% lên 70% chỉ trong 9 năm, từ năm 1995 đến 2004. Năm 2016, người ta dự đoán đến năm 2031, sẽ có thêm 700 triệu máy điều hòa không khí trên toàn thế giới, và đến năm 2050, con số này tăng lên thành 1,6 tỉ máy điều hòa không khí mới.

### Điều hòa công nghệ
Hệ thống điều hòa công nghệ, hay còn gọi là điều hòa quy trình, được sử dụng nhằm cung cấp điều kiện môi trường thích hợp cho những quy trình công nghệ, không phụ thuộc tải nhiệt và độ ẩm bên trong cũng như điều kiện thời tiết bên ngoài. Nhu cầu vận hành của quy trình công nghệ sẽ quyết định các điều kiện điều hòa không khí chứ không phải phụ thuộc vào sở thích của con người. Điều hòa không khí công nghệ bao gồm:
- Phòng thí nghiệm hóa học và sinh học[117]
- Phòng sạch để sản xuất vi mạch tích hợp, dược phẩm,[118] những nơi này cần có mức độ sạch không khí rất cao và kiểm soát nhiệt độ và độ ẩm.
- Những trung tâm dữ liệu.[119][120]
- Cơ sở vật chất phòng thí nghiệm nhân giống. Vì nhiều loài động vật thường chỉ sinh sản vào mùa xuân, nên việc nhốt chúng trong phòng có điều kiện phản chiếu ánh sáng của mùa xuân quanh năm có thể khiến chúng sinh sản quanh năm.
- Khu nấu nướng và chế biến thực phẩm.
- Phòng phẫu thuật ở bệnh viện, trong đó không khí được lọc ở mức cao để giảm nguy cơ nhiễm trùng và độ ẩm được kiểm soát để hạn chế tình trạng mất nước của bệnh nhân. Mặc dù nhiệt độ thường ở mức thoải mái, nhưng một số quy trình phẫu thuật chuyên khoa, chẳng hạn như phẫu thuật tim hở, yêu cầu nhiệt độ thấp (khoảng 18 °C (64 °F)).
- Môi trường công nghiệp
- Khai thác mỏ
- Nhà máy điện hạt nhân
- Những trung tâm thử nghiệm vật lý
- Các khu nuôi trồng thực vật và trang trại
- Sản xuất dệt may
- Kiểm soát vi khí hậu, như trong các thiết bị tạo ẩm và quá trình bảo quản những di sản văn hóa.

## Ảnh hưởng đến sức khỏe
Cơ thể con người thường có thể tự điều chỉnh nhiệt độ. Khi quá nóng, cơ thể người sẽ sử dụng một số phương pháp để hạ nhiệt, như việc đổ mồ hôi. Nhưng sự bay hơi mồ hôi bị suy giảm mạnh khi độ ẩm không khí cao. Do vậy, không khí nóng ẩm gây ra nhiều vấn đề về sức khỏe và an toàn. Trong điều kiện thời tiết nóng, máy điều hòa không khí có thể giúp ngăn ngừa đột quỵ do nhiệt (cảm nhiệt), mất nước do đổ mồ hôi nhiều và các vấn đề khác liên quan đến tăng thân nhiệt. Đợt nóng là một trong những vấn đề môi trường gây nguy hiểm cho sức khỏe con người; hiệu ứng đảo nhiệt đô thị, một hiện tượng của đợt nóng thường xảy ra ở những thành phố lớn, có thể gây tác động sức khỏe đến người lớn tuổi hoặc công nhân lao động ngoài trời.
Tháp giải nhiệt không được bảo dưỡng tốt có thể dẫn đến sự phát triển và lây lan của các vi sinh vật như Legionella pneumophila, tác nhân truyền nhiễm gây ra bệnh Legionnaire. Khi tháp giải nhiệt được bảo dưỡng định kỳ sạch sẽ (thường là bằng phương pháp xử lý bằng chlor) thì có thể ngăn ngừa hoặc giảm bớt những nguy cơ này. Bang New York (Mỹ) đã hệ thống hóa các yêu cầu về đăng ký, bảo trì và thử nghiệm tháp giải nhiệt để ngăn ngừa bệnh Legionnaire.

## Tác động đến môi trường

### Tiêu thụ điện năng và hiệu suất
Tính đến năm 2018, theo Cơ quan Năng lượng Quốc tế (IEA), 1,6 tỷ thiết bị điều hòa không khí đã được lắp đặt và dự kiến sẽ tăng thành 5,6 tỷ thiết bị vào năm 2050. Trên toàn cầu, hiện nay, hệ thống điều hòa không khí chiếm 1⁄5 tổng năng lượng sử dụng trong các tòa nhà và việc sử dụng điều hòa không khí ngày càng tăng này sẽ thúc đẩy đáng kể nhu cầu sử dụng năng lượng. Do vậy, vào năm 2018, Liên Hợp Quốc đã kêu gọi cần cải tiến công nghệ trở nên bền vững hơn nhằm giảm thiểu biến đổi khí hậu. Việc sản xuất điện dùng để vận hành máy điều hòa không khí có tác động xấu đến môi trường, như việc thải ra khí nhà kính. Theo một cuộc khảo sát của chính phủ Hoa Kỳ năm 2015, khoảng 87% ngôi nhà ở Hoa Kỳ sử dụng điều hòa không khí và 65% trong số đó có điều hòa không khí trung tâm. Hầu hết các ngôi nhà có điều hòa trung tâm đều có bộ điều nhiệt có thể lập trình được, nhưng khoảng hai phần ba số ngôi nhà có điều hòa trung tâm không sử dụng tính năng này để giảm việc tiêu thụ năng lượng.

### Những giải pháp thay thế ít tiêu thụ năng lượng hơn
Người ta nghiên cứu nhiều giải pháp thay thế cho máy điều hòa không khí liên tục có khả năng tiêu thụ ít năng lượng hơn, chi phí thấp hơn và ít tác động đến môi trường hơn. Những giải pháp này bao gồm:
- Trong các tòa nhà thương mại lớn, người dùng có thể mở cửa sổ khi không khí bên ngoài đủ mát để dễ chịu hơn.
- Đặt bộ điều nhiệt ở khoảng 28 °C và cho phép công nhân mặc quần áo phù hợp với khí hậu hơn, chẳng hạn như áo thun polo và quần đùi Bermuda (quần short). Phương pháp này mang lại hiệu quả làm mát trong chương trình Cool Biz ở Nhật Bản vào năm 2005.
- Các kỹ thuật làm mát thụ động, chẳng hạn như:
- Làm mát thụ động bằng năng lượng mặt trời.
- Thông gió tự nhiên dưới và xuyên qua các tòa nhà.
- Sử dụng những cửa sổ để tạo ra hiệu ứng ống khói.
- Để không khí mát mẻ (gió lùa) vào ban đêm và đóng cửa sổ vào ban ngày.
- Sử dụng những mái che để giảm nhiệt năng mặt trời.
- Xây dựng tòa nhà hơi thấp so với mặt đất, để tận dụng sự truyền nhiệt và khối địa nhiệt mà không cần tốn điện năng.
- Bố trí cây cối, bóng râm kiến trúc, cửa sổ (và sử dụng lớp phủ cửa sổ) để giảm nhiệt năng mặt trời.
- Sử dụng những vật liệu cách nhiệt để ngăn nhiệt xâm nhập vào.
- Vật liệu xây dựng sáng màu phản xạ bức xạ hồng ngoại.
- Sử dụng quạt nếu không khí thấp hơn nhiệt độ cơ thể.
- Sử dụng các phòng ở tầng hầm vốn mát mẻ tự nhiên hơn những tầng trên.
- Làm mát nguồn nước sâu.

### Tiêu thụ điện ô tô
Trong ô tô, hệ thống điều hòa không khí A/C sẽ sử dụng khoảng 4 mã lực (3 kW) công suất của động cơ, do đó làm tăng mức tiêu thụ nhiên liệu của xe.

### Chất làm lạnh
Việc lựa chọn công chất (môi chất lạnh) có tác động đáng kể không chỉ đến hiệu suất của máy điều hòa không khí mà còn đối với môi trường. Hầu hết các chất làm lạnh phổ biến được sử dụng cho điều hòa không khí góp phần vào sự nóng lên toàn cầu, và nhiều chất làm lạnh khác cũng làm suy giảm tầng ozone. CFC, HCFC và HFC là những khí nhà kính mạnh khi bị rò rỉ vào khí quyển.
Việc sử dụng CFC làm chất làm lạnh đã từng rất phổ biến, gồm hai chất làm lạnh R-11 và R-12 (được bán dưới tên thương hiệu Freon-12). Chất làm lạnh Freon được sử dụng phổ biến trong thế kỷ 20 trong máy điều hòa không khí do tính chất ổn định và an toàn vượt trội của chúng. Tuy nhiên, khi những môi chất lạnh chứa chlor này được giải phóng một cách vô tình hoặc cố ý, chúng sẽ đến được tầng trên của bầu khí quyển. Khi chất làm lạnh đến tầng bình lưu, bức xạ UV của mặt trời sẽ phân cắt liên kết chlor–carbon, tạo ra gốc chlor tự do. Các gốc chlor này đóng vai trò chất xúc tác cho phản ứng phân hủy ozone (O3) thành oxy phân tử (O2), làm suy giảm tầng ozone che chắn bề mặt Trái đất khỏi bức xạ tia cực tím mạnh. Mỗi gốc chlor tự do vẫn hoạt động như một chất xúc tác cho đến khi nó liên kết với một gốc khác, tạo thành một phân tử ổn định và kết thúc phản ứng dây chuyền.
Trước năm 1994, hầu hết các hệ thống điều hòa không khí ô tô đều sử dụng R-12 làm chất làm lạnh. Nó được thay thế bằng chất làm lạnh R-134a, không có khả năng làm suy giảm tầng ozone. Các hệ thống R-12 cũ có thể được chuyển thành hệ thống R-134a bằng cách xả hoàn toàn và thay thế bộ lọc/máy sấy để loại bỏ dầu khoáng không tương thích với R-134a.
R-22 (còn được gọi là HCFC-22) có khả năng làm ấm toàn cầu cao hơn CO2 khoảng 1.800 lần. Tại Hoa Kỳ và Canada, chất tải lạnh này đã bị loại bỏ dần để sử dụng trong các thiết bị mới từ năm 2010 và sẽ ngừng hoàn toàn vào năm 2020. Mặc dù những khí này có thể được tái chế khi các thiết bị điều hòa không khí bị thải bỏ, việc đổ và rò rỉ không được kiểm soát có thể giải phóng khí trực tiếp vào bầu khí quyển.
Tại Anh, Quy định về Ozone (Ozone Regulations) có hiệu lực vào năm 2000 và cấm sử dụng các chất làm lạnh HCFC làm suy giảm tầng ozone như R22 trong các hệ thống mới. Quy định cấm sử dụng R22 làm chất lỏng "nạp thêm" để bảo dưỡng từ năm 2010 (đối với chất lỏng nguyên chất) đến năm 2015 (đối với chất lỏng tái chế). Điều này có nghĩa là thiết bị sử dụng R22 vẫn có thể hoạt động, miễn là nó không bị rò rỉ. Mặc dù R22 hiện đã bị cấm nhưng các đơn vị sử dụng môi chất lạnh này vẫn có thể được bảo dưỡng và bảo trì.
Việc sản xuất và sử dụng CFC đã bị cấm hoặc bị hạn chế nghiêm trọng do lo ngại về sự suy giảm tầng ozone (xem thêm Nghị định thư Montreal). Do những lo ngại về môi trường, bắt đầu từ ngày 14 tháng 11 năm 1994, Cơ quan Bảo vệ Môi trường Hoa Kỳ (U.S. EPA) đã hạn chế việc bán, sở hữu và sử dụng chất làm lạnh chỉ cho các kỹ thuật viên được cấp phép, theo các quy tắc theo mục 608 và 609 của Đạo luật Không khí sạch (Clean Air Act).
Để thay thế cho chất làm lạnh thông thường, các khí khác, chẳng hạn như CO2 (R-744), đã được đề xuất. R-744 đang được sử dụng như một chất làm lạnh ở Châu Âu và Nhật Bản. Năm 1992, một tổ chức phi chính phủ, Greenpeace, được thúc đẩy bởi các chính sách điều hành và yêu cầu một phòng thí nghiệm ở Châu Âu tìm chất làm lạnh thay thế. Việc này dẫn đến hai lựa chọn thay thế, một là hỗn hợp pha trộn của propan (R290) và isobutan (R600a), và loại còn lại là isobutan (R600a). Vào năm 2019, UNEP đã công bố các hướng dẫn tự nguyện mới, tuy nhiên vào năm 2020, nhiều quốc gia vẫn chưa phê chuẩn Tu chính thư Kigali (Kigali Amendment) của Nghị định thư Montreal.